# Akihito Kusunose
Akihito Kusunose (楠瀬 章仁 Kusunose Akihito?), född 4 december 1986 i Kochi prefektur, är en japansk före detta fotbollsspelare.
Kusunose började sin karriär 2009 i Vissel Kobe. 2012 flyttade han till Matsumoto Yamaga FC. Han avslutade karriären 2013.